# Metopius andreasi
Metopius andreasi là một loài tò vò trong họ Ichneumonidae.